# Verner Weckman
Verner Weckman (n. 26 iulie 1882, Lovisa, Marele Principat al Finlandei, Imperiul Rus – d. 22 februarie 1968, Helsingfors, Finlanda) a fost un luptător ce a reprezentat Finlanda, medaliat olimpic. A participat la 2 ediții ale Jocurilor Olimpice (1906, 1908) în care a câștigat două medalii de aur.